# 聖パウロ修道会
聖パウロ修道会（せいパウロしゅうどうかい、パウロ会、羅: Societas a Sancto Paulo Apostolo，伊: Società San Paolo，英: Society of St. Paul）は、イタリアの司祭ヤコブ・アルベリオーネ（福者）が1914年にアルバで創立したカトリックの男子修道会。

## 概要
イタリアのローマに総本部がある。「社会的コミュニケーション（出版、映画、放送などのマスメディア）を用いてキリストのことばをすべての人びとに伝える」ことを使命として創立された。修道会名は使徒パウロに由来する。
会員は司祭と修道士から成り、現在は世界30ヶ国と地域で書籍、雑誌の発行と普及を行い、テレビ、ラジオの分野でも活動する。聖パウロ女子修道会、師イエズス修道女会とは「パウロ家族」として兄妹会となっている。

## 日本での活動
日本では宗教法人カトリック聖パウロ修道会として、東京都新宿区若葉1丁目に日本管区修道院を置き、そのほか大阪修道院（大阪府大阪市西淀川区）、福岡修道院（福岡県福岡市中央区）がある。
メディアによる宣教と社会的コミュニケーションのために1934年（昭和9年）から活動し、カトリック出版社「サンパウロ」を運営する（出版社の1995年（平成7年）以前の旧称は「中央出版社」であった）。カトリック書籍、月刊誌『家庭の友』の出版事業のほか、「カトリック聖歌」「典礼聖歌」などの宗教音楽CD制作も手がける。東京都新宿区四谷（四ツ谷駅前）をはじめ全国各地に直営書店「サンパウロ宣教センター」があり、オンラインショップ「パウルスショップ」も運営する。

また、1952年（昭和27年）から株式会社組織に改組される1956年（昭和31年）までの初期の文化放送の設立・運営に携わり、改組後も現在に至るまで筆頭株主（30%）となっている。取締役を1名出していたが、2023年に赤字体質脱却のために取締役の派遣はやめている 。
東京都八王子市下恩方町にある聖パウロ学園高等学校は、修道会によって創立された学校である。学校の歴史に於て若年修道者の学業の場として成立した背景を持っていたが生徒減少により経営難に陥ったため経営から撤退し、修道院に在住していた修道士も退去、その後常勤修道士の設置はされていない。現在地への移転前は東京都港区赤坂にあった修道会敷地内（現在の赤坂サカス付近）に所在した。